# 萊斯特湖
53°13′19″N 13°20′31″E / 53.22194°N 13.34194°E
萊斯特湖（德語：Lehstsee），是德國的湖泊，位於該國西南部，由勃蘭登堡州負責管轄，處於烏克馬克縣，長0.5公里、寬0.2公里，海拔高度55米，最大水深1.9米。